# باشگاه فوتبال گرینوود میدووس
باشگاه فوتبال گرینوود میدووس (به انگلیسی: Greenwood Meadows Football Club) یک باشگاه فوتبال در شهر ناتینگهام، کشور انگلستان است که در سال ۱۹۸۷ میلادی تأسیس شده‌است.